# Huis Strozzi

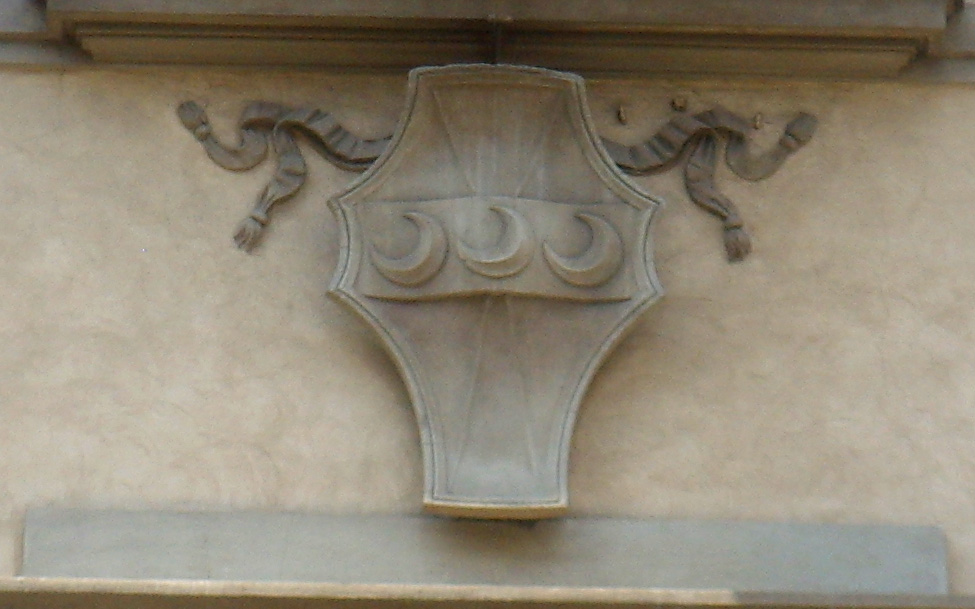
Familiewapen van de Strozzi

Het huis Strozzi was een machtige adellijke familie uit Florence. Al in de 14e eeuw was de familie bekend om haar bijdragen aan de gemeenschap van Florence. Onder anderen Palla Strozzi (1372-1462) liet verschillende openbare en religieuze gebouwen oprichten. Zo bouwde hij de eerste openbare bibliotheek in Florence en het klooster van Santa Trinita. In 1433 speelde hij een belangrijke rol bij de verbanning van Cosimo de' Medici, maar toen deze een jaar later terugkeerde,werd hijzelf met zijn familie uit Florence verbannen.
Het Palazzo Strozzi werd gebouwd door de zoon van Matteo en Alessandra Macinghi, Filippo Strozzi de Oudere (1426-1491), die tijdens de ballingschap van de Strozzi fortuin had gemaakt als bankier in Napels. Hij was met de rest van de Strozzi teruggekeerd na de dood van Cosimo in 1464, toen de familie zich verzoende met de Medici.

## Filippo Strozzi
Filippo Strozzi de Jongere (1489-1538) was een van de bekendste leden van de familie Strozzi. Ondanks het feit dat hij was getrouwd met een vrouw die lid was van de machtige familie de' Medici, was hij een fel tegenstander van de zelfverklaarde heerschappij over Florence van deze familie. Hij was zelfs als een van de leiders betrokken bij de opstand tegen de' Medici in 1527. Toen in 1530 de Florentijnse republiek ten val werd gebracht, probeerde Alessandro de' Medici vergeefs om Filippo Strozzi voor zich te winnen. Strozzi vertrok naar Venetië en deed pas een poging tot terugkeer in 1537 toen Alessandro werd vermoord. Hij werd echter gevangengenomen, waarna hij gemarteld werd tot hij in 1538 zelfmoord pleegde. Zijn zoon Leone (1515-1554) was een admiraal in dienst van de Fransen voor wie hij tegen de Medici vocht. Hij overleed aan zijn verwondingen na een poging Sarlino aan te vallen in 1554.

## Andere familieleden
Naast de hiervoor genoemde Filippo Strozzi, leefde er van 1541 tot 1582 ook een familielid met dezelfde naam die dienstdeed in het Franse leger. Hij werd in 1582 gevangengenomen en vermoord door de Spanjaarden. De vijf jaar na zijn dood geboren Carlo Strozzi (1587-1671) was senator en had een belangrijke bibliotheek verzameld. Daarnaast had hij een collectie met allerlei waardevolle rariteiten die onder de naam Carle Strozziane bekendstaat. Het belangrijkste deel van deze verzamelingen bevindt zich nu in het archief van de stad Florence. Naast zijn verzameling schreef Carlo Strozzi twee boeken: Storietta della città di Firenze dal 1219 al 1292 (niet gepubliceerd) en Storia della casa Barberini (1640).
In de vijftiende eeuw bracht de familie Strozzi twee grote Neolatijnse dichters voort: Tito Vespasiano Strozzi (1424-1505) en diens zoon Ercole Strozzi (1471-1508).

## Het familiekapitaal
De Strozzi's waren, net als de familie de' Medici, een succesvolle bankiersfamilie. De Medici en de Strozzi waren dan ook grote rivalen op dit gebied, maar ook op bestuurlijk vlak waren ze elkaar vijandig gezind. De' Medici waren de heersers over Florence en de Strozzi over Siena, toen Florence onder de heerschappij van Cosimo de' Medici Siena aanviel werd hen dit niet in dank afgenomen.
Na de oorlog tussen Florence en Siena trouwde een van de dochters van de familie de' Medici met een van de hoofden van de familie Strozzi waardoor de Strozzi's de titels Prins van Forano en hertog van Bagnolo verkregen. Dit dreef de twee families nog verder uit elkaar.
Het Palazzo Strozzi bleef tot 1937 in handen van de familie, die het in dat jaar schonk aan de Italiaanse staat.